# 덴노지 공원

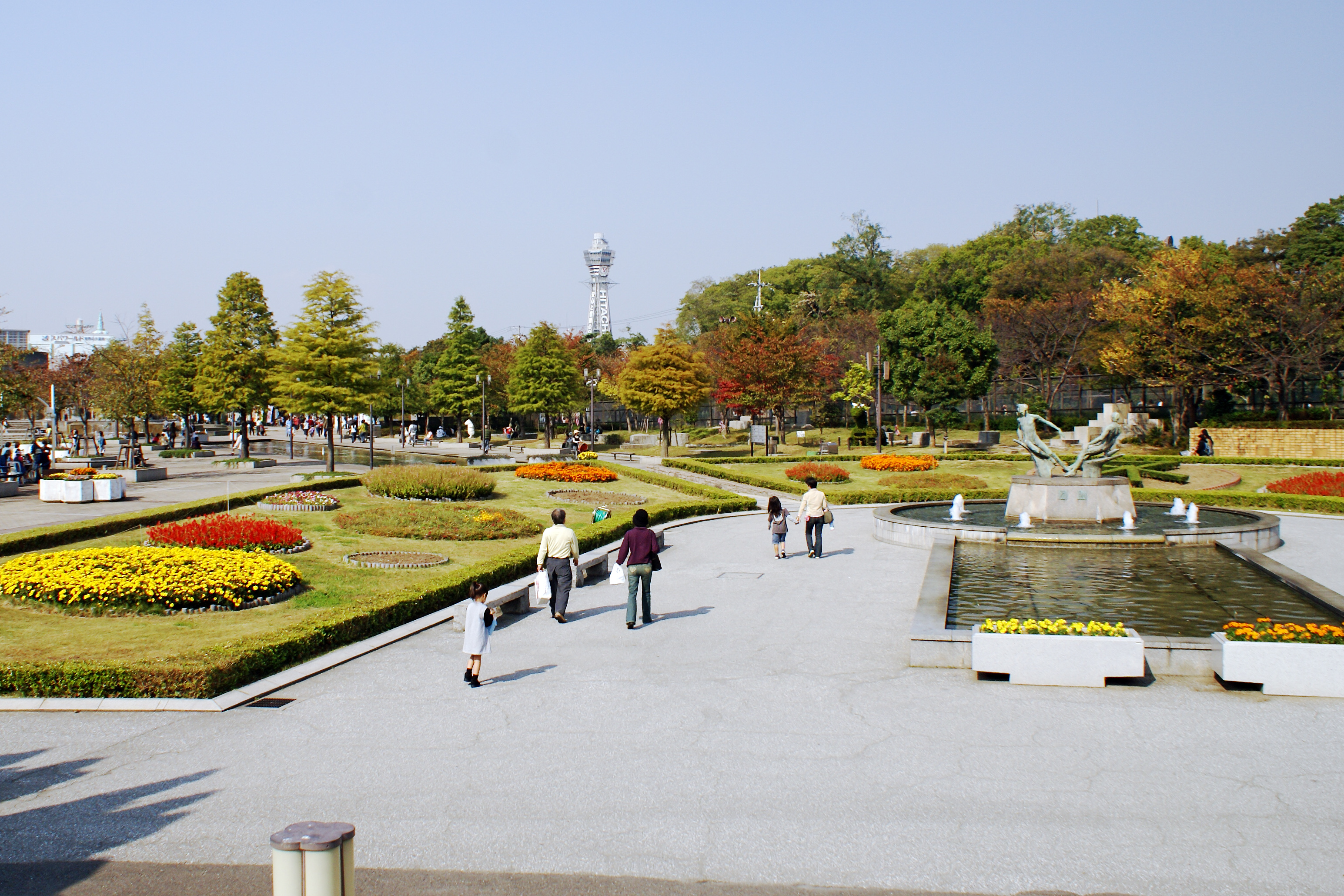
덴노지 공원

덴노지 공원(일본어: 天王寺公園 덴노지코엔[*])은 일본 오사카부 오사카시 덴노지구에 있는 공원이다. 입장료는 150엔이며, 공원 안에는 덴노지 동물원, 오사카 시립 미술관이 있다.